# 獨立博物館 (達卡)
獨立博物館是位於孟加拉國達卡的一座博物館，該博物館主要展示了孟加拉的獨立歷程，從莫卧儿帝国時期一直到1971年的解放戰爭。這座博物館是該國唯一的地下博物館。坐落在蘇哈拉瓦迪·烏迪安公園佔地67英畝的綜合建築群中，該公園也是謝赫·穆吉布·拉赫曼發表歷史性演講，宣布獨立戰爭的地點，也是巴基斯坦军队在解放戰爭後投降的所在地。
獨立博物館於2015年3月25日對公眾開放，正好是孟加拉國的第45個獨立日。

## 設施
獨立博物館屬於蘇哈拉瓦迪·烏迪安公園綜合規劃設施的一部分，園區共68英畝，並設立了包含多媒體投影劇院、露天劇場、水池、象徵孟加拉民族主义的「永恆之火」（Shikha Chirantony）以及以解放戰爭為主題的壁畫等輔助設施。設施群還設有一個可容納155人的禮堂。
整個博物館空間的焦點是50公尺高的光之塔，該塔由疊放的玻璃板構成。博物館則位於光之塔下方。廣場區域共鋪設了5669平公尺米的瓷磚地面。地下露台中央設有一座噴泉，水將從天花板上流下。
負責博物館設計的孟加拉建築師卡謝夫·馬布布·喬杜里和瑪麗娜·塔巴瑟姆在1997年的全國設計競賽中獲勝，並隨後負責該項目的設計與建造。整個建築群的總建築成本為17.5億塔卡。

## 收藏

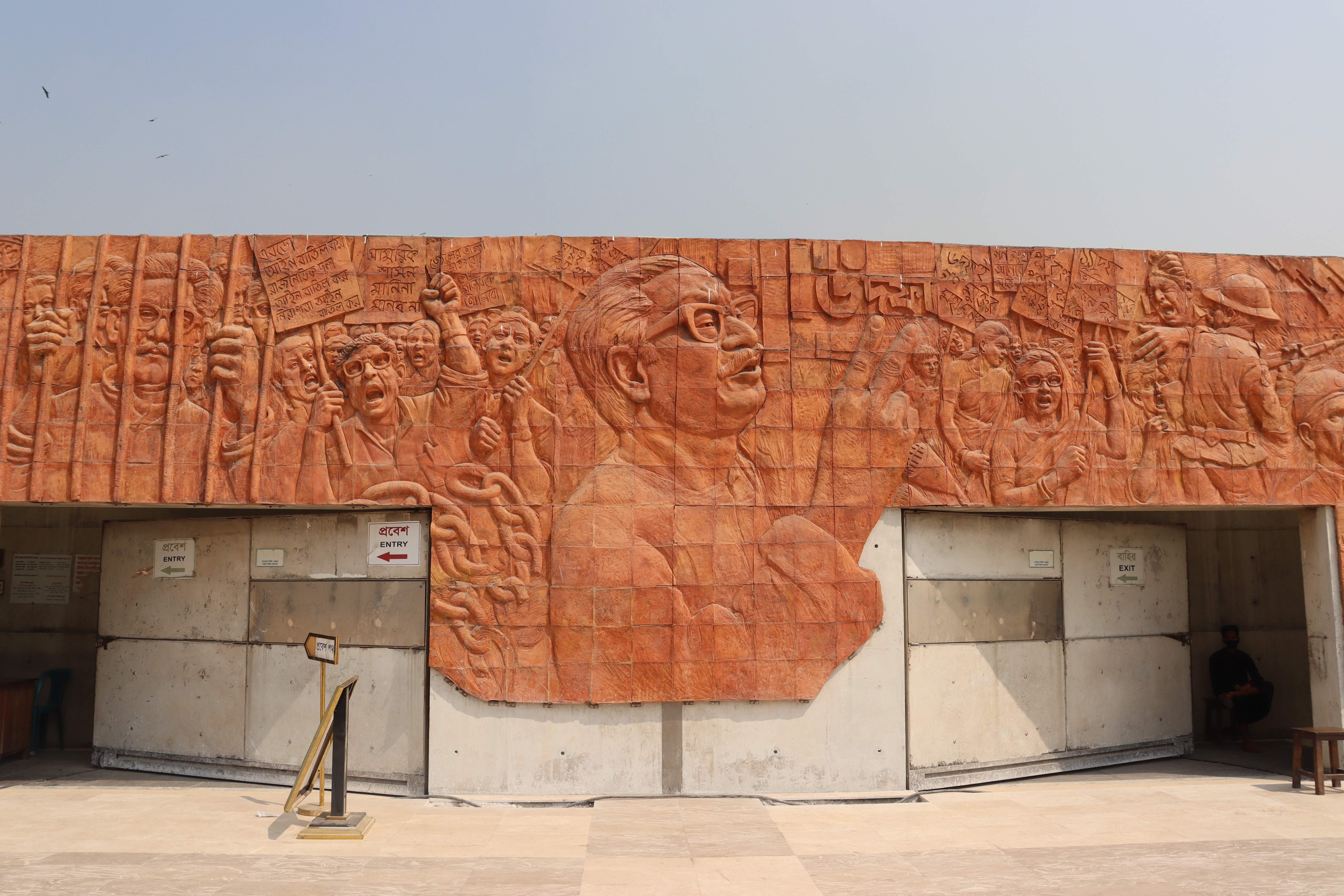
博物館入口
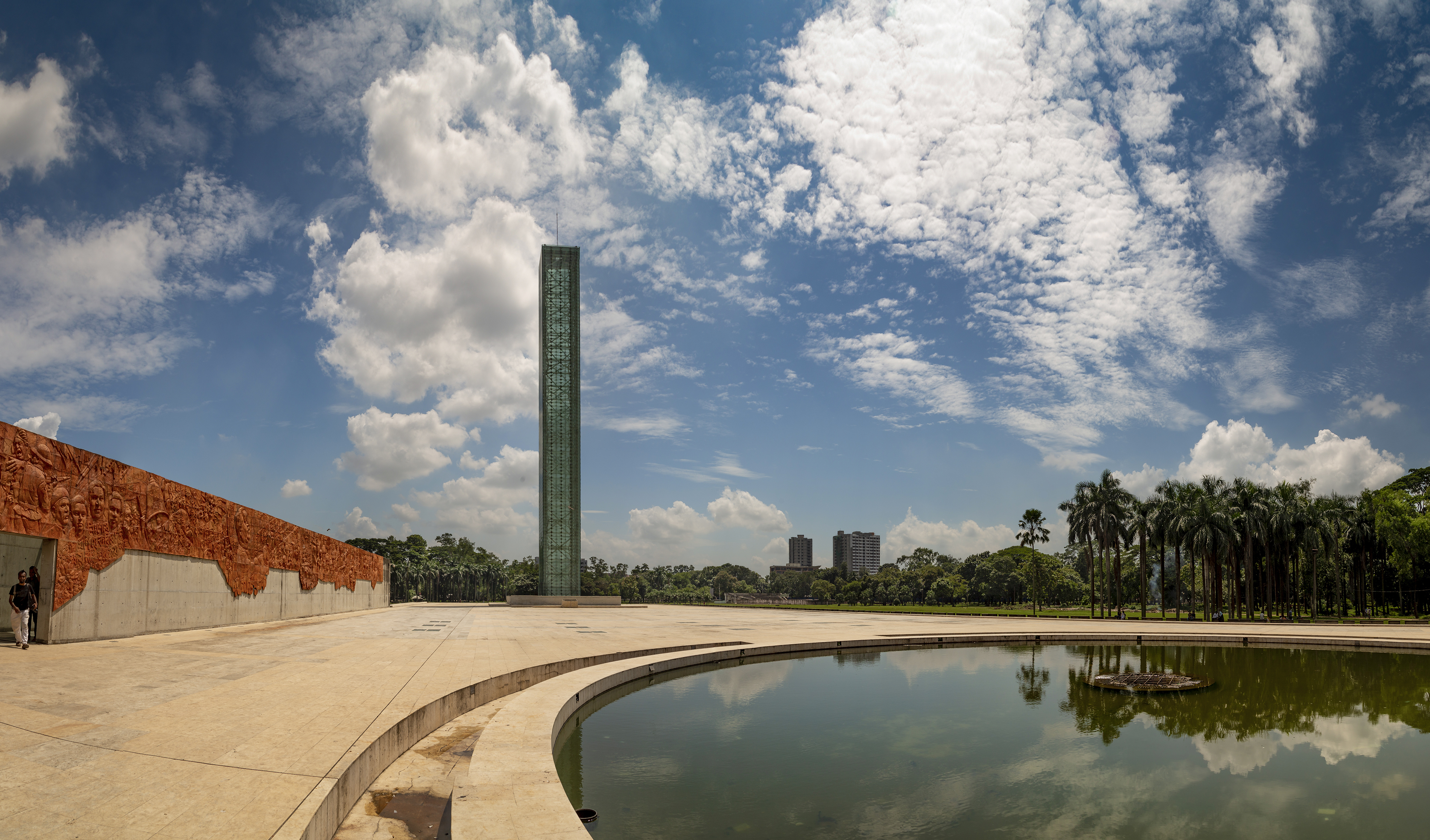
博物館外觀，左側為壁畫，中間塔式建築為「光之塔」。
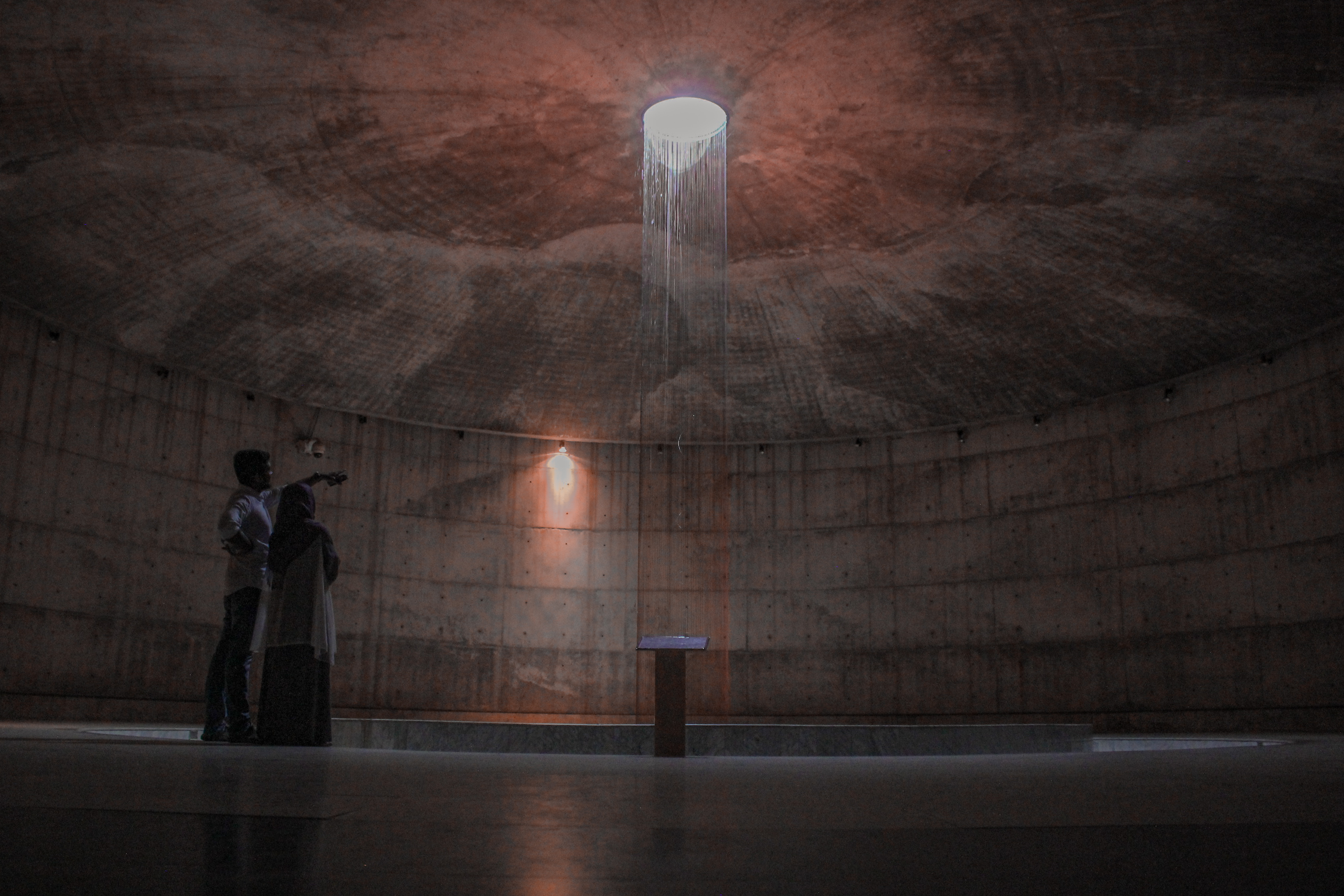
博物館的核心設施「噴泉」
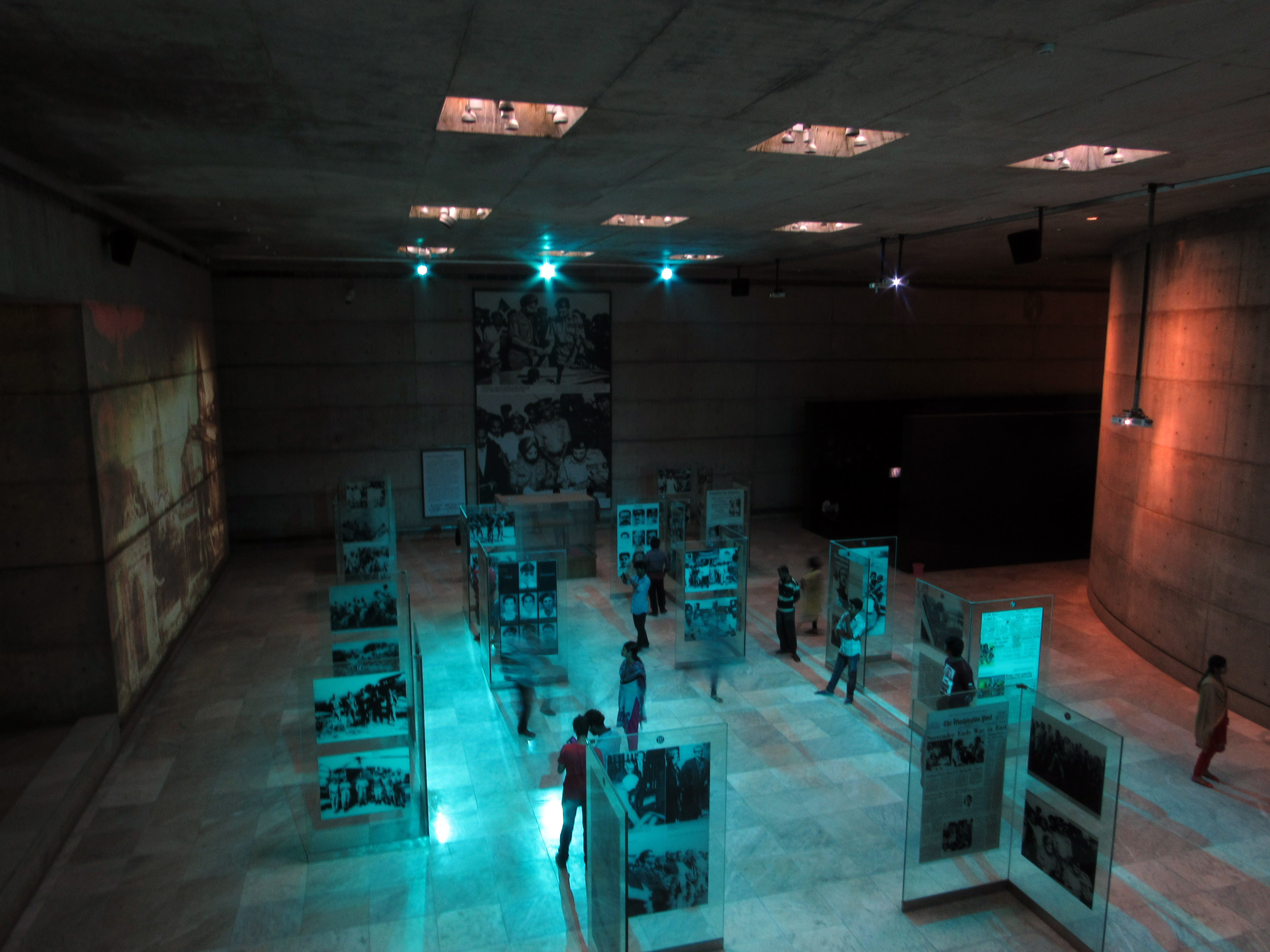
博物館的展示間
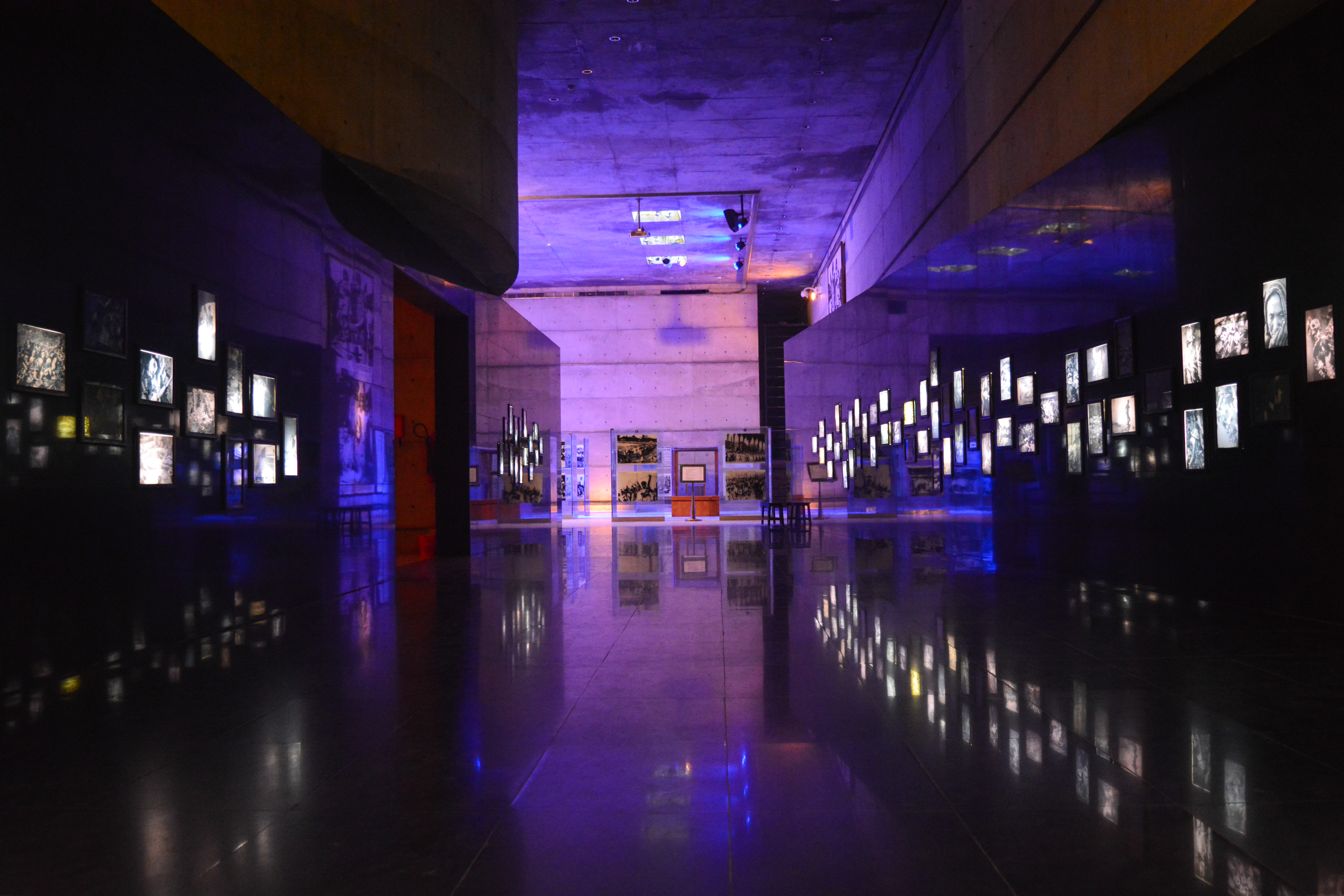
博物館的展示間

博物館收藏了超過300張歷史照片，它們分佈在144塊玻璃板上以展示孟加拉的歷史。博物館展出了解放戰爭時期的陶器、圖片和紙質剪報。包括展示了外國報紙和文件報告的複製品，並展示了解放戰爭中的不同事件。
展設間還展示了一些孟加拉國的重要考古遺址和紀念碑。中還陳列著巴基斯坦陸軍東部地區指揮官阿米尔·阿都拉汗·尼亚兹中將簽署投降文件的桌子複製品，原件則保存於孟加拉國家博物館。。

## 外部連結
23°44′04″N 90°23′54″E / 23.734475°N 90.398270°E